# Österreichische Schule „Peter Mahringer“
Die Österreichische Schule „Peter Mahringer“ (auch Österreichische Schule Shkodra „Peter Mahringer“, Österreichische Schule Shkodra oder HTL Shkodra) ist eine HTL für Informationstechnologie und somit eine berufsbildende höhere Schule im Norden Albaniens im Qark Shkodra in der gleichnamigen Stadt Shkodra. Die albanische Bezeichnung der Schule ist Shkolla Austriake „Peter Mahringer“ oder Shkolla Austriake në Shkodër. Der Zusatzname der Schule wurde nach Peter Mahringer aufgrund seines langjährigen Engagement für Kinder und Jugendliche auf dem Balkan benannt.

## Beschreibung
Die österreichische Schule „Peter Mahringer“ wurde 2007 als HTL für Informationstechnologie nach österreichischem Lehrplan gegründet und ist damit die siebente österreichische Auslandsschule. Grundlage waren die langjährigen albanisch-österreichischen Beziehungen und das damit eingehende bilaterale Abkommen eine österreichische Schule zu gründen. Sie ist eine private Schule mit Öffentlichkeitsrecht und untersteht dem österreichischen Bildungsministerium. Bezogen auf Stundenpläne, Einsätzen des Lehrpersonals und Ferien ist sie der albanischen Schulbehörde weisungsgebunden. Aus diesem Grund steht wie bei jeder österreichischen Auslandsschule dem österreichischen Schuldirektor ein Vizedirektor aus dem jeweiligen Land zur Seite.
Die HTL Shkodra finanziert sich aus den Mitteln des österreichischen Unterrichtsministeriums – sie bezahlt die österreichischen Subventionslehrer –, der Schuleltern und Sponsoren. Das jährliche Schulgeld beträgt pro Schüler 120.000 Lek (1.042 Euro).

## Ausbildung
Die Unterrichtssprache ist Albanisch, Deutsch für alle Fachgegenstände und Englisch.
Die Ausbildung gliedert sich in zwei Sekundarstufen nach dem österreichischen Lehrplan:
- Die Sekundarstufe I (6.–8. Schulstufe) beinhaltet die Grundschule, wobei in der 6.–8. Schulstufe noch keine Deutschkenntnisse erforderlich sind, die erst in der 9. Schulstufe auf A2-Niveau vorhanden sein muss. Ab der 9. Schulstufe beginnt die technische Ausbildung (Medientechnik, Systemtechnik, Netzwerktechnik) in deutscher Sprache. Die Sekundarstufe 1 endet mit der albanischen staatlichen Abschlussprüfung.

- Die Sekundarstufe II (9.–13. Schulstufe) erweitert die technischen Schulfächer auf etwa 50 % des gesamten Ausbildungsprogramms. Als berufsbildende höhere Schule (Höhere Technische Lehranstalt – HTL) teilt sich die Ausbildung in Allgemeinbildung, Fachtheorie, Fachpraxis und Fremdsprachen. Die 13. Schulstufe wird sowohl mit einer albanischen als auch mit einer österreichischen Matura abgeschlossen. Das österreichische Zeugnis wird in der EU anerkannt. Die Absolventen der HTL Shkodra mit dem österreichischen Reife- und Diplomprüfungszeugnis sind berechtigt, in der EU zu studieren. In Österreich sind sie von der Studiengebühr für ausländische Studenten ausgenommen.

## Leitung
- 2007–2008 Gerhard Sihorsch
- 2008–2017 Gerlinde Tagini
- 2017–2020 Josef Fasching
- 2020–2023 Thomas Douschan
- ab 2023 Karl Mohr